# Hakeem Nicks
Hakeem Nicks (Charlotte, Carolina del Norte, Estados Unidos, 14 de enero de 1988) fue un jugador profesional de fútbol americano de la National Football League jugó en el equipo de los New York Giants, en la posición de Wide receiver con el número 88.

## Carrera deportiva
Hakeem Nicks proviene de la Universidad de Carolina del Norte en Chapel Hill y fue elegido en el Draft de la NFL de 2009, en la ronda número 1 con el puesto número 29 por el equipo New York Giants.
Ha jugado en los equipos Indianapolis Colts y New York Giants.

## Estadísticas generales
| Yardas | Touchdowns | Recepciones | Promedio |
| 26     | 0          | 4           | 6.5      |